# Víctor Lecumberri Arana
Víctor Lecumberri Arana (Eibar, 25 de març de 1913 - 28 de setembre de 2005), conegut com a Comandant Otxabiña, fou un polític i sindicalista comunista basc.
Va néixer en la localitat guipuscoana d'Eibar al País Basc. Des de molt jove va militar en el Partit Comunista d'Espanya (PCE) i va ser testimoni directe de la proclamació de la Segona República Espanyola el dia 13 d'abril de 1931 a Eibar, un dia abans que en la resta de les ciutats de l'Espanya. Va participar en els successos d'octubre de 1934 a Eibar, per la qual raó va ser empresonat, i va romandre a la presó fins a febrer de 1936, quan amb el triomf del Front Popular va ser amnistiat.
Durant la Guerra Civil, va participar en les accions més importants que es van lliurar en territori guipuscoà i en la defensa d'Eibar davant el setge de les tropes franquistes. Va tenir un paper destacat en els moviments bèl·lics que es van lliurar a les muntanyes Arrate, Kalamua i Akondia arribant al grau de capità.
Durant la guerra va ser fet presoner pels franquistes, escapant en diverses ocasions. També va ser ferit quatre vegades, dues d'elles de gravetat. En una de les seves estades a l'hospital, va aconseguir fugir i passar a França, on es va allistar en la Legió per poder tornar a l'Espanya republicana. Exiliat a França, va col·laborar amb la resistència francesa contra el nazisme, i va prendre part en el guerrillers espanyols des de França a Astúries. Finalitzada la Guerra Mundial, va ser empresonat durant gairebé 20 anys per la dictadura franquista i fou torturat pel tristament famós comissari Melitón Manzanas González. Després de quedar en llibertat, va tornar a Eibar, on va continuar el seu treball com a militant comunista.
El dimecres 28 de setembre de 2005 va morir als 92 anys a la seva ciutat natal.
Otxabiña va ser fundador del Partit Comunista d'Euskadi (Euskadiko Partidu Komunista, EPK), de Comissions Obreres d'Euskadi i militant d'Ezker Batua-Berdeak. Fins a la seva mort Lecumberri va protagonitzar la hissada de la bandera republicana amb la qual es commemora a Eibar la proclamació de la Segona República. En l'última ocasió en la qual va participar, en un homenatge organitzat per Ezker Batua-Berdeak, Otxabiña va manifestar: «sempre he lluitat per la República i fins que mori seguiré lluitant».